# 01 ZERO ONE
『01 ZERO ONE』（ゼロワン）は、奥浩哉による日本の漫画作品。『週刊ヤングジャンプ』（集英社）で1999年21・22合併号から2000年17号まで連載されていた。コミック界初の全編フル3DCG作品。コミックは全3巻。
製作のためコンピューターの投入、スタッフの育成で資金が枯渇、その上人気も得られなかったため自発的に連載を途中で中断した。その後3DCGを使った手法は『GANTZ』に継承された。

## あらすじ
西暦2028年のニュー越谷市。小学生の石動音露は同級生に誘われ妹と弟と一緒に初めてゲームセンター「ジョイパレス」に入る。ジョイパレス内で対戦型バーチャル格闘ゲーム「MBZ」のその店の優勝者八神零のカバンが音露の妹の蔵羅の顔面に当たったことがきっかけで音露は八神といさかいを起こすが音露は一方的に叩きのめされる。
その後MBZの才能に目覚めた音露は八神が参加する7人1チーム制で競うMBZの大会チームバトルグランプリに仲間たちと出場する。

## 登場人物
石動 音露（いするぎ ねろ）
主人公。兄弟に妹・蔵羅（くらら）と弟・富夢（とむ）がいる。家は極貧で小学生のころはプロレスラーである父親にポスター貼りなどの手伝いをやらされていた。父親の意向で中学校に進学せずに自分の才能を見つけることに専念する。小学校のころ体育の授業では隠していたが運動神経はよい。ゲームセンター「ジョイパレス」で出会った対戦型バーチャル格闘ゲーム「MBZ」にのめりこみMBZではキャラクター「ゼロワン」を使用、ランクはCランク。チームを組んでゼータ主催のチームバトルグランプリに出場する。
八神 零（やがみ れい）
音露の同級生。音露が通っていた小学校に転入してくる。アメリカ出身の帰国子女で長身、中性的な容姿をしている。IQ200の天才でアメリカで陸上・水泳・音楽・絵などの分野で数々の賞・記録をとっている。また空手もやっておりケンカも強い。「IQ140以下は話しかけるな」など他人を見下しており、小学校の道徳の授業では「人を傷つけることに心が痛まない」「弱者が淘汰されることは自然なこと」と発言した。MBZではキャラクター「COBRA」を使用、Bランクで世界65位の記録を持つ。ゼータ主催のチームバトルグランプリ優勝候補のチームコブラ所属。
仁徳 新愛（じんとく あろあ）
ヒロイン。福岡の中学1年生。父親が運営する仁徳流格闘技道場で格闘技を習う。祖父曰く父親よりも格闘技の才能がある。道場は新愛以外に門下生が1人もおらず潰れる寸前である。容姿端麗で巨乳。兄弟に弟・憲人（けんと）がいる。MBZを通じて音露と出会い音露とともにゼータ主催のチームバトルグランプリに出場する。また、次回作のガンツの主人公の玄野計の部屋に彼女のポスターが貼ってある。
猿田 高史（さるた たかし）
事務機器メーカー営業のサラリーマン。音露がジョイパレスで出会ったMBZのプレイヤー。音露とともにゼータ主催のチームバトルグランプリに出場する。
ゲームスターの店長（ゲームスターのてんちょう）
ゲームセンター「ゲームスター」の店長の老人。娘のしおりが子供のあつしを置いて蒸発したため、あつしを引きとりしおりが経営していたゲームスターを引き継ぐ形で経営している。孫のことを「あっちゃん」と呼んでいる。経営不振のゲームスターを存続させるため、ゼータ主催のチームバトルグランプリに出場するチームのメンバーを探す。
土方 力也（ひじかた りきや）
少年院出で元プロボクサー。左頬に傷がある。MBZを通じて音露たちと出会う。MBZのランクはDランク。漢字が書けない。優勝賞金1千万円目当てで音露とともにゼータ主催のチームバトルグランプリに出場する。
近藤 将水（こんどう まさみ）
大学生。MBZではキャラクター「リチャード・ギア」を使用、ランクはCランクで1回目のジョイパレスの大会優勝者。音露がジョイパレスで大人のプレイヤーに絡まれたときに音露を助けた。MBZを通じて音露たちと出会い音露とともにゼータ主催のチームバトルグランプリに出場する。
明智 那菜（あけち なな）
高校生。MBZのランクはランクCの中。ゲームスターで音露たちと出会い音露とともにゼータ主催のチームバトルグランプリに出場する。
源 鞘香（みなもと さやか）
23歳の主婦。胸がFカップ。ゲームスターで音露たちと出会い音露とともにゼータ主催のチームバトルグランプリに出場する。
源 良常（みなもと よしつね）
高校生。鞘香の弟。鞘香には「圭（ケイ）」と呼ばれている。MBZのランクはランクCの上。鞘香に呼ばれゲームスターで音露たちと出会い音露とともにゼータ主催のチームバトルグランプリに出場する。
松本 霊一（まつもと れいいち）
音露が自動販売機の下で拾ったディスクの持ち主。MBZで世界一になることが夢だったがバイク事故で死んだ。その後幽霊となり「ゼロワン」を託すため音露に目をつける。
森川 咲（もりかわ さき）
音露の同級生。音露に好意をもっていた。小学校卒業後富山に引っ越す。
山下 良一（やました よしかず）
通称「ヨッチャン」。小学生時代の音露の同級生。音露の家の隣に住む。小学校のころはデブで勉強ができなかった。小学1年生のころ一時登校拒否をしていた。中学校に進学してバスケ部に入る。
ムラッチョ
小学生時代の音露の同級生。小学校のころは音露と良一をパシリにしていた。ふとしたきっかけで八神零に対し敵意を持ち、ある日同級生をけしかけて八神の机にいたずらをするが途中で八神に見つかりけしかけた同級生たちとともに返り討ちにあう。

## MBZのキャラクター
ゼロワン
石動音露が使用するオリジナルのキャラクター。音露が自動販売機の下で拾ったディスクに入っていた。ノーマルな状態はTシャツにジーンズ姿。「ゼロワン」の掛け声で変身する。『GANTZ』でも主人公の玄野計が読んでいる雑誌の表紙に登場している。
COBRA
八神零が使用するキャラクター。スキンヘッドの黒人。
リチャード・ギア
近藤将水が使用するキャラクター。
吉田 ちづる（よしだ ちづる）
案内役のキャラクター。

## MBZ
ゲームセンターの対戦型バーチャル格闘ゲーム。全世界で一千万人以上のプレイヤーがおりの全世界のゲームセンターと通信で繋がっている。実際にプレイヤーが体を動かしてプレイする。8人のキャラクターのほかプレイヤーが自分でつくったオリジナルのキャラクターでプレイすることができる。
相手が倒れて3秒以上経過してからの攻撃はできないルール。